# Pyrrhalta jeanvoinei
Pyrrhalta jeanvoinei is een keversoort uit de familie bladkevers (Chrysomelidae). De wetenschappelijke naam van de soort werd in 1929 gepubliceerd door Laboissiere.